# Plectiscus callidulus
Plectiscus callidulus är en stekelart som först beskrevs av Holmgren 1858.  Plectiscus callidulus ingår i släktet Plectiscus och familjen brokparasitsteklar. Arten är reproducerande i Sverige. Inga underarter finns listade i Catalogue of Life.